# Draft d'espansione NBA 2004
Il draft d'espansione 2004 si è svolto il 22 giugno 2004, per la formazione degli Charlotte Bobcats.

## Giocatori selezionati
| Giocatore           | Nazionalità         | Squadra precedente     | Posizione | Scuola/ex squadra         | Anni Pro |
| ------------------- | ------------------- | ---------------------- | --------- | ------------------------- | -------- |
| Lonny Baxter        | Stati Uniti         | Washington Wizards     | PF        | Maryland                  | 2        |
| J.R. Bremer         | Stati Uniti         | Golden State Warriors  | G         | St. Bonaventure           | 2        |
| Primož Brezec       | Slovenia            | Indiana Pacers         | C         | Union Olimpija (Slovenia) | 3        |
| Maurice Carter      | Stati Uniti         | New Orleans Hornets    | G         | LSU                       | 1        |
| Predrag Drobnjak    | Serbia e Montenegro | Los Angeles Clippers   | PF/C      | Efes Pilsen (Turchia)     | 3        |
| Desmond Ferguson    | Stati Uniti         | Portland Trail Blazers | F         | Detroit                   | 1        |
| Marcus Fizer        | Stati Uniti         | Chicago Bulls          | PF        | Iowa State                | 4        |
| Richie Frahm        | Stati Uniti         | Seattle SuperSonics    | G         | Gonzaga                   | 1        |
| Brandon Hunter      | Stati Uniti         | Boston Celtics         | PF        | Ohio                      | 1        |
| Jason Kapono        | Stati Uniti         | Cleveland Cavaliers    | SG/SF     | UCLA                      | 1        |
| Zaza Pachulia       | Georgia             | Orlando Magic          | PF/C      | Ülkerspor (Turchia)       | 1        |
| Aleksandar Pavlović | Serbia e Montenegro | Utah Jazz              | SG/SF     | Budućnost                 | 1        |
| Jamal Sampson       | Stati Uniti         | Los Angeles Lakers     | PF/C      | California                | 2        |
| Tamar Slay          | Stati Uniti         | New Jersey Nets        | SG/SF     | Marshall                  | 2        |
| Theron Smith        | Stati Uniti         | Memphis Grizzlies      | F         | Ball State                | 1        |
| Jeff Trepagnier     | Stati Uniti         | Denver Nuggets         | SG        | USC                       | 3        |
| Gerald Wallace      | Stati Uniti         | Sacramento Kings       | SF        | Alabama                   | 3        |
| Jahidi White        | Stati Uniti         | Phoenix Suns           | PF/C      | Georgetown                | 6        |
| Loren Woods         | Stati Uniti         | Miami Heat             | C         | Arizona                   | 3        |